# 大貫陽一
大貫 陽一（おおぬき よういち、1959年12月4日 - ）は、日本の実業家。神奈川県出身。森永乳業株式会社代表取締役社長。一般社団法人日本乳業協会副会長。一般社団法人日本アイスクリーム協会副会長。一般社団法人Jミルク会長。

## 人物・経歴
神奈川県出身。1983年上智大学法学部卒業。同年、森永乳業株式会社に入社。その後、同社において販売および管理部門を歴任。2008年営業本部営業本部室長、2010年営業本部室長、2011年執行役員経営企画部長 兼 広報部長、2014年執行役員経営企画部長、2015年取締役 常務執行役員経営企画部長、2016年取締役、2017年常務取締役、2018年常務取締役 常務執行役員経営戦略本部長、2019年専務取締役 専務執行役員経営戦略本部長等を経て、2021年代表取締役社長に就任。
一般社団法人日本乳業協会副会長、一般社団法人日本アイスクリーム協会副会長、一般社団法人Jミルク会長も務める。